# ドゥシャン・シュヴェント
ドゥシャン・シュヴェント（Dušan Švento 、1985年8月1日  - ）は、スロバキア・ジリナ県ルジョムベロク出身の元プロサッカー選手。元スロバキア代表。現役時代のポジションは、ディフェンダー(LSB)。

## 経歴

### クラブ
2007年夏、ダービー・カウンティFCのトライアルを受けた。ダービー・カウンティ以外にも複数のクラブから興味を示されたが、プラハに戻った後、膝を怪我したことで移籍話は立ち消えになった。結局この怪我の手術とリハビリのため丸1年棒に振った。
2009年6月16日、レッドブル・ザルツブルクに移籍。契約は3年で移籍金は200万ユーロ。

### 代表
2006年8月15日のマルタ代表との試合でスロバキア代表デビュー。10月7日のウェールズ代表戦で初ゴール。
| #  | 開催日        | 会場       | 対戦国     | スコア | 結果 | 大会               |
| -- | ------------- | ---------- | ---------- | ------ | ---- | ------------------ |
| 1. | 2006年10月7日 | カーディフ | ウェールズ | 1–0    | 5–1  | UEFA EURO 2008予選 |